# Lorna Doone (romanzo)
Lorna Doone: A Romance of Exmoor è un romanzo dello scrittore inglese Richard Doddridge Blackmore, pubblicato nel 1869. È un romanzo storico ambientato sul finire del XVII secolo nel Devon e nel Somerset, in particolare nella East Lyn Valley, nell'area di Exmoor. Nel 2003 è comparso nel sondaggio della BBC "The Big Read".

## Introduzione
Blackmore ebbe difficoltà a trovare un editore, così il romanzo fu pubblicato in forma anonima nel 1869, in un'edizione in tre volumi con una tiratura di sole 500 copie, di cui ne furono vendute 300. L'anno successivo fu ripubblicato in una più economica edizione su un singolo volume, divenendo un successo critico e finanziario. Da allora non è più uscito di stampa.
L'opera ricevette l'acclamazione della contemporanea di Blackmore, Margaret Oliphant, oltre che di scrittori vittoriani come Robert Louis Stevenson, Gerard Manley Hopkins e Thomas Hardy. Molto diffuso tra il pubblico femminile, divenne apprezzato anche tra quello maschile, venendo scelto tra gli studenti maschi di Yale nel 1906 come loro romanzo preferito.
Blackmore utilizzò uno stile "fonologico" per i discorsi dei suoi personaggi, enfatizzando gli accenti e la formazione delle parole. Dedicò grande attenzione, come in tutte le sue opere, ai dialoghi e ai dialetti, sforzandosi di farli apparire realistici non solo nei modi, ma anche nei toni e nelle esclamazioni dove pensieri ed esternazioni dipingono i vari tipi di persone che vivevano a Exmoor nel XVII secolo.
Blackmore incluse avvenimenti e luoghi reali nel romanzo. Il "Grande freddo" descritto nei capitoli 41–45 fu un evento reale.
Egli stesso frequentò la Blundell's School a Tiverton che serve da ambientazione iniziale. Una delle ispirazioni dietro la trama pare essere stato l'attacco a colpi di pistola nei confronti di una giovane donna in una chiesa di Chagford, Devon, nel XVII secolo. Diversamente dall'eroina dell'opera, questa non sopravvisse ma è commemorata nella chiesa. Apparentemente, fu Blackmore ad inventare il nome "Lorna", forse ispirandosi a un nome scozzese.
Secondo la prefazione, l'opera non è un romanzo storico, poiché l'autore "non desiderava confrontarsi con le difficoltà dello scrivere un romanzo storico." Per tale motivo esso combina elementi del romanzo tradizionale, della tradizione romanzesca di Sir Walter Scott, della tradizione pastorale e dei tradizionali valori vittoriani, oltre che della tendenza del sensation novel contemporaneo. La base storica di Blackmore fu la History of England di Macaulay e la sua analisi della Ribellione di Monmouth. Accanto agli aspetti storici e alle tradizioni popolari, vi sono molte leggende sui Doone e Tom Faggus. Il compositore Giacomo Puccini valutò di utilizzare la trama come base per un'opera lirica, ma in seguito abbandonò l'idea.

## Trama

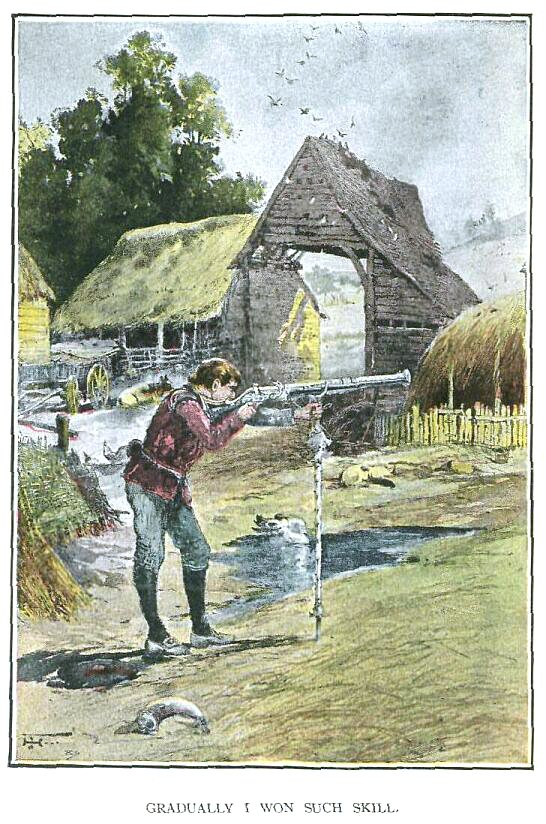
Jan Ridd impara a sparare con la pistola del padre - da un'edizione illustrata del 1893

Il libro è ambientato nel XVII secolo nel Devon e nel Somerset. John (nel dialetto locale pronunciato "Jan") Ridd è il figlio di un rispettabile agricoltore che è stato ucciso a sangue freddo da un membro del famigerato clan Doone , una famiglia un tempo rispettabile ma ora divenuta di fuorilegge, nella isolata Doone Valley. Malgrado il desiderio di vendetta, John cresce anche come un contadino rispettabile, prendendosi cura della madre e delle due sorelle. Si innamora di Lorna, una ragazza incontrata per caso, che si scopre essere l'unica (apparentemente) nipote di Sir Ensor Doone (lord dei Doone), destinata a sposare, contro la sua volontà, il violento e geloso ereditiere della Doone Valley, Carver Doone. Carver non permette a nulla di intralciare il suo futuro matrimonio con Lorna, a cui intende costringerla una volta che sarà morto Sir Ensor e avere ereditato i suoi averi.
Sir Ensor muore e Carver diventa lord dei Doone. John Ridd aiuta Lorna a fuggire alla fattoria della sua famiglia, Plover's Barrows. Dal momento che Lorna è membro dell'odiato clan dei Doone, i sentimenti verso di lei alla tenuta sono contrastanti, ma viene tuttavia difesa dalla furia di Carver, recatosi alla fattoria. Un membro della famiglia Ridd nota la collana di Lorna, un gioiello, secondo Sir Ensor, appartenuto alla madre. Durante una visita dal consigliere, padre di Carver e persona più saggia della famiglia Doone, la collana viene rubata da Plover's Barrows. Poco dopo la sua scomparsa, un amico di famiglia scopre le origini di Lorna, apprendendo che il monile apparteneva a Lady Dugal, che era stata derubata e uccisa da dei fuorilegge. Solo sua figlia è sopravvissuta all'attacco. Diventa così evidente che Lorna, la ragazza in questione, è realtà l'ereditiera di una delle più grandi fortune del paese, e non una Doone. Lorna è però obbligata per legge, ma contro la sua volontà, a tornare a Londra a prendersi cura delle sue sostanze. Malgrado l'amore tra John e la ragazza, il matrimonio è fuori discussione.
Con la morte di Re Carlo II, il Duca di Monmouth (figlio illegittimo del re scomparso) sfida il fratello di Carlo, Giacomo, per il trono. I Doone, abbandonando il proposito di far sposare Lorna e Carver e reclamare la sua fortuna, si schierano accanto a Monmouth nella speranza di riconquistare le terre degli avi. Tuttavia, Monmouth è sconfitto nella Battaglia di Sedgemoor e i suoi sostenitori sono accusati di tradimento. John Ridd viene catturato durante la ribellione. Innocente da tutte le accuse, viene portato a Londra da un vecchio amico per riparare la sua reputazione, lì si riunisce con Lorna (ora Lorna Dugal), l'amore per il quale non è venuto meno. Quando protegge da un attacco il prozio di Lorna e guardiano legale Earl Brandir, a John viene concesso il perdono, un titolo e una cotta d'arme da parte del re, facendo ritorno da uomo libero a Exmoor.
Nel frattempo, le comunità circostanti iniziano ad essere stanche dei Doone e delle loro depravazioni. Conoscendoli meglio di chiunque altro, John guida l'attacco contro di essi. Alla fine i nemici vengono tutti uccisi, eccetto il Consigliere (da cui John recupera la collana rubata) e suo figlio Carver, che fugge giurando vendetta. Quando Earl Brandir muore e George Jeffreys, come Lord cancelliere, diventa il tutore di Lorna, le accorda la possibilità di fare ritorno a Exmoor e sposare John. Durante il matrimonio, Carver irrompe nella chiesa, spara a Lorna e fugge via. Sconvolto e pieno di rabbia, John lo insegue. Avviene così una lotta, conclusasi con Carver lasciato affogare in una torbiera. Esausto e insanguinato, John può solo osservare Carver scivolare via. Sulla via del ritorno, scopre che Lorna non è morta e dopo la sua guarigione i due vivranno felicemente.